# Casal dels Avis (Sant Quirze de Besora)
El Casal dels Avis és una obra de Sant Quirze de Besora (Osona) inclosa a l'Inventari del Patrimoni Arquitectònic de Catalunya.

## Descripció
Construcció de planta rectangular a la que s'hi afegí un cos cúbic. S'hi accedeix per la façana que dona al carrer de la Torre, a tramuntana, i té galeries assolellades a la part sud, tocant al carrer dels Patis. La casa té una planta i dos pisos amb golfes, i teulada de teula àrab a doble vessant. La planta baixa està destinada a menjador, cuina, despatx i sala de lleure, així com a capella. Els dos pisos superiors estan formats per les habitacions. Les galeries de la part del darrere són d'arcades de mig punt i, mentre al nivell de la planta baixa és tapada amb vidrieres, els pisos superiors formen el balcó de les habitacions. L'entorn immediat està enjardinat.

## Història
Per bé que aquest edifici va ser concebut com un hospital, ja des dels mateixos inicis va anar destinat a escola i convent. El cos principal de la casa data de 1774, i segons les escriptures que es conserven, va ser realitzat amb la col·laboració de tot el poble, ja fos amb prestacions de treball o econòmiques. La casa es posà en nom del sr. Escarrà, els descendents del qual la lliuraren al poble de Sant Quirze l'any 1980 per tal que fos habilitat com a casal d'avis, funció que compleix actualment. Va ser a partir d'aquesta data que es reformà tot l'interior, conservant-ne el seu aspecte extern. Amb anterioritat a aquesta data, la casa havia estat objecte de reformes l'any 1882.